# Seznam zgradb in objektov v Krškem
Seznam zgradb in objektov v Krškem.

## Seznam
| Slika                     | Ime                                                                                          | Naslov                                         |
| ------------------------- | -------------------------------------------------------------------------------------------- | ---------------------------------------------- |
| Klikni za spremembo slike | Avtobusna postaja Krško                                                                      | Kolodvorska ulica 6                            |
| Klikni za spremembo slike | Cerkev sv. Duha (danes Galerija Krško kot enota Mestnega muzeja Krško)                       | Hočevarjev trg, pri Valvasorjevem nabrežju 5 b |
| Klikni za spremembo slike | Cerkev sv. Janeza Evangelista (župnijska cerkev Župnije Krško)                               | Hočevarjev trg                                 |
| Klikni za spremembo slike | Cerkev sv. Križa (danes prireditvena »Dvorana v parku«)                                      | pri Bohoričevi ulici 5a                        |
| Klikni za spremembo slike | Cerkev Marijinega brezmadežnega spočetja (cerkev Kapucinskega samostana Krško)               | Cesta krških žrtev 26                          |
| Klikni za spremembo slike | Cerkev sv. Mihaela                                                                           | Stara vas, pri Cesti 4. julija 119             |
| Klikni za spremembo slike | Cerkev sv. Rozalije                                                                          | nad Bohoričevo ulico 14                        |
| Klikni za spremembo slike | Cerkev sv. Ruperta (župnijska cerkev Župnije Videm - Krško)                                  | Videm ob Savi, pri Cesti 4. julija 22          |
|                           | Dom starejših občanov Krško                                                                  | Kovinarska ulica 13                            |
| Klikni za spremembo slike | Fakulteta za energetiko v Krškem (prej Srednja šola Krško)                                   | Hočevarjev trg 1                               |
|                           | Gazela (podjetje za merilno tehniko, prej zdravstveni dom)                                   | Cesta krških žrtev 56                          |
|                           | Glasbena šola Krško (nekdaj hotel)                                                           | Kolodvorska ulica 2                            |
| Klikni za spremembo slike | Hidroelektrarna Krško                                                                        | Cesta, Krško                                   |
| Klikni za spremembo slike | Hiša Valvasorjevo nabrežje 2 (del Mestnega muzeja Krško)                                     | Valvasorjevo nabrežje 2                        |
| Klikni za spremembo slike | Hočevarjev mavzolej (v upravi Mestnega muzeja Krško)                                         | nasproti Bohoričeva ulica 14                   |
|                           | Hotel City Krško                                                                             | Trg Matije Gubca 3                             |
| Klikni za spremembo slike | Jarnovičeva hiša (del Mestnega muzeja Krško)                                                 | Valvasorjevo nabrežje 3                        |
| Klikni za spremembo slike | Kapela sv. Jožefa (kapela Samostana Frančiškank brezmadežnega spočetja Krško)                | Sremiška cesta 6                               |
| Klikni za spremembo slike | Kaplanova hiša (del Mestnega muzeja Krško)                                                   | Valvasorjevo nabrežje 4                        |
| Klikni za spremembo slike | Kapucinski samostan Krško                                                                    | Cesta krških žrtev 26                          |
| Klikni za spremembo slike | Kostak (komunalno gradbeno podjetje)                                                         | Leskovška cesta 2                              |
|                           | Kovinarska Krško (nekdanje podjetje težke industrijske opreme, danes trgovina Lesnina Krško) | Cesta krških žrtev 137 a                       |
|                           | Kulturni dom Krško                                                                           | Trg Matije Gubca 2                             |
| Klikni za spremembo slike | Ljudska univerza Krško (prej Glasbena šola Krško)                                            | Dalmatinova ulica 6                            |
|                           | Mestna občina Krško                                                                          | Cesta krških žrtev 14                          |
|                           | Mrliška vežica                                                                               | Cesta krških žrtev, pri številki 131 a         |
| Klikni za spremembo slike | Okrajno in Okrožno sodišče v Krškem                                                          | Cesta krških žrtev 12                          |
| Klikni za spremembo slike | Osnovna šola Jurija Dalmatina Krško                                                          | Šolska ulica 1                                 |
|                           | Osnovna šola dr. Mihajla Rostoharja Krško (šola s prilagojenim programom)                    | Cesta 4. julija 33                             |
|                           | Podmornica (danes dnevni center za starejše in trgovina Mercator)                            | Tovarniška ulica 19                            |
|                           | Poklicna gasilska enota Krško                                                                | Tovarniška ulica 19                            |
| Klikni za spremembo slike | Policijska uprava Krško                                                                      | Cesta krških žrtev 55                          |
| Klikni za spremembo slike | Prostovoljno gasilsko društvo Krško                                                          | Bohoričeva ulica 14                            |
|                           | Qlandia Krško (nakupovalno središče)                                                         | Cesta krških žrtev 141                         |
| Klikni za spremembo slike | Stadion Matije Gubca                                                                         | Cesta krških žrtev 130                         |
|                           | Šolski center Krško - Sevnica                                                                | Cesta krških žrtev 131                         |
|                           | Šoping (nekdaj blagovnica, danes trgovina Mercator)                                          | Cesta krških žrtev 132 a                       |
| Klikni za spremembo slike | Valvasorjeva knjižnica Krško                                                                 | Cesta krških žrtev 26                          |
| Klikni za spremembo slike | Valvasor-Mencingerjeva hiša (del Mestnega muzeja Krško)                                      | Cesta krških žrtev 2                           |
| Klikni za spremembo slike | Vipap Videm Krško (tovarna celuloze)                                                         | Tovarniška ulica 18                            |
|                           | Vrtec Krško                                                                                  | Prešernova cesta 13                            |
|                           | Zavarovalnica Triglav in pošta                                                               | Trg Matije Gubca 1                             |
|                           | Zavod za mladino in šport Krško (nekdaj bolnišnica)                                          | Cesta krških žrtev 105                         |
| Klikni za spremembo slike | Zdravstveni dom Krško                                                                        | Cesta krških žrtev 132                         |
| Klikni za spremembo slike | Železniška postaja Krško                                                                     | Cesta 4. julija 61                             |
|                           | Župnišče Krško                                                                               | Pod Goro 6                                     |
|                           | Župnišče Videm - Krško                                                                       | Savska pot 1                                   |